# گرماگرفتگی
گرماگرفتگی (انگلیسی: Heat stroke) یا آفتاب‌زدگی، یک بیماری گرمایی شدید است که منجر به دمای بدن (تنظیم دمایی) بیشتر از ۴۰٫۰ درجه سانتیگراد (۱۰۴٫۰ درجه فارنهایت)، همراه با قرمزی پوست، سردرد، گیجی و کنفوزیون می‌شود. عرق‌کردن عموماً در گرماگرفتگی ناشی از فعالیت وجود دارد، اما در گرماگرفتگی کلاسیک نه.